# Фокін Микола Сергійович
Микола Сергійович Фокін (19 грудня 1912, Київ — 20 вересня 1990, Київ) — український оперний співак (ліричний тенор) та педагог. Народний артист УРСР (1960). Доцент (1976).

## Життєпис
Народився у Києві 19 грудня 1912 року.
Учасник Німецько-радянської війни.
У 1946 закінчив Київську консерваторію (клас А. М. Брагіна).
З 1937 — соліст Київського радіо, з 1938 — оперної студії при Київській консерваторії, у 1941-1945 — армійських ансамблів пісні та танцю, у 1948-1954 — Львівського театру опери та балету, у 1954-1972 — соліст Київського театру опери та балету.

Могила Миколи Фокіна, Байкове кладовище

Виступав як концертний співак. Відомий виконавець народних та сучасних українських пісень.
З 1966 викладав у Київському інституті театрального мистецтва імені І. К. Карпенка-Карого (з 1976 — доцент).
Партії: Герцоґ («Ріґолетто» Джузеппе Верді), Фавст («Фавст» Ш. Ґуно), Петро («Наталка-Полтавка» Миколи Лисенка), Закревський («Тарас Шевченко» Г. І. Майбороди), Олекса («Арсенал» Г. І. Майбороди), Ленський («Євгеній Онега» П. И. Чайковский), Дубровський («Дубровський» П. И. Чайковский) та ін.
Помер на 78-му році життя 20 вересня 1990 року. Похований на Байковому кладовищі (ділянка № 52, 50°25′19.18″ пн. ш. 30°30′23.93″ сх. д. / 50.4219944° пн. ш. 30.5066472° сх. д.).

## Нагороди
Нагороджений орденами Вітчизняної війни I ступеня та Червоної Зірки, медалями.